# Adam Bede

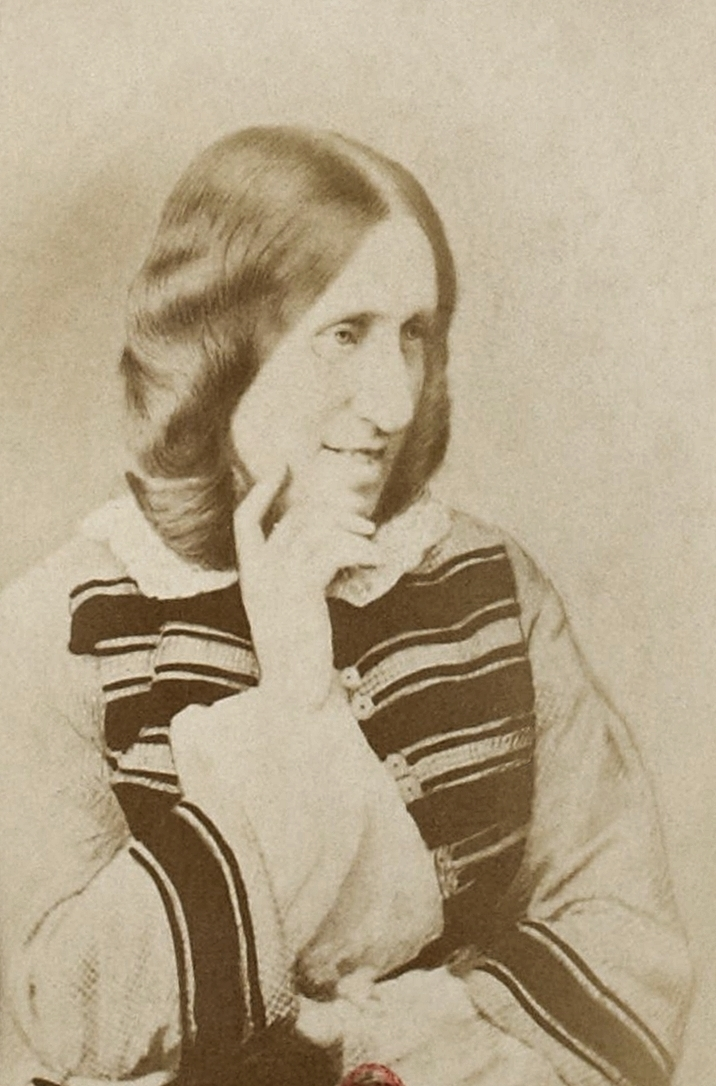
George Eliot, ca. 1865

Adam Bede war der erste Roman der britischen Schriftstellerin George Eliot; er erschien 1859. Die Autorin veröffentlichte den Roman unter diesem Pseudonym, obwohl sie als Schriftstellerin bereits erfolgreich war.
Der Roman wurde immer wieder gedruckt. Er ist häufig Gegenstand universitärer Forschung und Lehre im Rahmen des Faches Englische Literaturgeschichte des 19. Jahrhunderts.

## Überblick über die Handlung des Romans
Der größte Teil der Handlung spielt im Jahr 1799 in Hayslope, einer ländlichen Gemeinde, deren Mitglieder eng miteinander verbunden sind. Im Zentrum stehen die wechselseitigen Beziehungen der Dorfbewohner untereinander, wobei die Handlung vor allem um die Schicksale von vier Personen kreist: die hübsche, aber selbstbezogene Hetty Sorrel; den von allen „Captain“ genannten Arthur Donnithorne, einen Offizier der Miliz und künftigen Erben des örtlichen Gutsbesitzers; Adam Bede, der sich um Hetty bewirbt, aber von ihr nicht beachtet wird; und Dina (engl. Dinah) Morris, Hettys Cousine, eine mitfühlende methodistische Laienpredigerin.
Adam Bede, der namensgebende Held des Romans, ist ein im Dorf ansässiger Schreiner. Er wird von den anderen Dorfbewohnern für seine Aufrichtigkeit und Intelligenz bewundert. Adam ist in Hetty verliebt. Diese fühlt sich jedoch zu Arthur hingezogen, dem Enkel und künftigen Erben des Squire, der im Dorf ist, um eine Verletzung auszukurieren. Adam überrascht die beiden bei einem heimlichen Stelldichein; es kommt zu einem Kampf zwischen Adam und Arthur. Der kräftigere Adam schlägt Arthur mit einem Schlag bewusstlos, ist dann aber erschrocken und kümmert sich um Arthur. Arthur stellt seine Beziehung zu Hetty als oberflächliche Liebelei dar und kehrt zu seiner Einheit zurück. Nachdem er Hayslope verlassen hat, willigt Hetty in die Eheschließung mit Adam Bede ein. Kurz vor dem Hochzeitstermin stellt sie jedoch fest, dass sie schwanger ist (was Eliot jedoch nur in Andeutungen formuliert). Verzweifelt sucht sie nach Arthur, kann ihn jedoch nicht finden. Ins Dorf will sie nicht zurückkehren; sie fürchtet die Schande und die Ausgrenzung durch die Dorfgemeinschaft. Bei der Geburt des Kindes hilft ihr eine Frau, die sie zufällig getroffen hat. Hetty lässt das Neugeborene jedoch im Stich; sie lässt es auf einem Feld zurück. Da sie jedoch das Weinen des Kindes nicht erträgt, kehrt sie um, um es zu suchen. Sie kommt jedoch zu spät, das Kind ist inzwischen gestorben.
Hetty wird verhaftet und wegen Kindesmords angeklagt. Sie wird im Prozess schuldig gesprochen und zum Tod durch den Strang verurteilt.
Dina besucht sie im Gefängnis und bittet darum, bis zum Ende bei ihr bleiben zu dürfen. Ihre mitleidige Haltung bringt Hetty in einen Zustand der Zerknirschung, erstmalig gesteht sie die Tat, die sie bisher geleugnet hat. Dem Oxford Companion to English Literature (1967) zufolge gründet diese Schlüsselszene in einer Geschichte, die der Romanautorin George Eliot von ihrer Tante, einer Predigerin der Methodisten, erzählt wurde.
Inzwischen kommt Arthur Donnithorne auf Urlaub wegen des Begräbnisses seines Großvaters nach Hayslope. Er hört von der bevorstehenden Hinrichtung und eilt zum Gerichtsgebäude, wo er erreicht, dass die Todesstrafe in Verbringung nach Australien (transportation) umgewandelt wird.
Am Ende des Romans werden Adam und Dina nach und nach ihrer gegenseitigen Liebe gewahr. Sie heiraten und wohnen mit Adams Familie einträchtig zusammen.

## Literarische Bedeutung, Kritik
Der Roman wurde nach dem Erscheinen von der Kritik sehr bald als ein herausragendes literarisches Werk erkannt. Eine 1859 anonym veröffentlichte Kritik in The Athenaeum pries das Werk als „erstklassig“. Eine ähnliche Bewertung war in der Times zu lesen. Anne Mozley war die erste, die in einem – anonym verfassten – Artikel die Vermutung aussprach, der Roman könne von einer Frau geschrieben worden sein.
Zeitgenössische Kritiker, die sich oft von der in Adam Bede geschilderten Vergangenheit angesprochen fühlten, rühmten Eliots realistische Schilderungen des Landlebens.
So schrieb etwa Charles Dickens, das Landleben, in dem sich die Romanhandlung abspielt, sei so wirklich, so komisch und so echt, er könne das Werk nicht genug loben. (Hunter, S. 122) Diese frühen Kritiker übersahen allerdings die im Roman geschilderte Tragödie des Kindesmords und schauten lieber auf die friedliche Idylle und die vertraut erscheinenden Charaktere. Andre Kritiker waren weniger großzügig gegenüber dem Werk. So nahm Henry James, neben anderen, Anstoß an den Einschüben mit Gedanken der Erzählerin. Vor allem Kapitel 15 stieß auf Kritik. Die Autorin/Erzählerin versucht dort, die moralischen Bedenken der Leser in Bezug auf Hetty und Dina zu zerstreuen.
Auch der Schluss des Romans wurde von Kritikern bemängelt. Hetty, die Kindesmörderin, wird ausgerechnet von ihrem Verführer Arthur Donnithorne vor dem Galgen gerettet. Diese Lösung durch einen Deus ex Machina überzeugte nicht jeden.

## Die Romanfiguren
- Die Familie Bede:
  - Adam Bede wird als großer, kräftiger, moralisch einwandfreier und ungewöhnlich kompetenter Tischler beschrieben. Er ist zu Beginn des Romans 26 Jahre alt und hat einen „Ausdruck von großherziger Intelligenz“.
  - Seth Bede, Adams jüngerer Bruder, ist ebenfalls Schreiner, gilt aber als nicht so geschickt und kenntnisreich wie dieser. Sein Gesichtsausdruck ist eher gutgläubig und gutmütig.
  - Lisbeth Bede ist ihre gemeinsame Mutter. Sie ist „eine ängstliche, sparsame, aber kräftige alte Frau, sauber wie ein Schneeglöckchen“.
  - Matthias Bede ist der Vater von Adam und Seth. Er ist zum Trinker geworden. in Kapitel IV ertrinkt er bei der Rückkehr von einem Kneipenbesuch im Bach.
  - Gyp, Adams Hund, folgt ihm auf Schritt und Tritt. Er blickt hoch zum Gesicht seines Herrn mit einem „Ausdruck geduldiger Erwartung“.
- Die Familie Poyser:
  - Martin Poyser und seine Ehefrau Rachel haben Hall Farm von Squire Donnithorne gepachtet und aus dem Anwesen ein erfolgreiches landwirtschaftliches Unternehmen gemacht.
  - Marty und Tommy Poyser sind ihre gemeinsamen Söhne.
  - Totty ist ihr etwas verwöhntes und oft launisches Kleinkind.
  - Martin Poyser ist Mr. Poysers alter Vater. Er lebt bei seinem Sohn und dessen Familie.
  - Hetty Sorrel, Mr. Poysers Nichte, ist eine Waise. Sie lebt und arbeitet auf der Poyser-Farm. Ihre Schönheit wird, so schreibt George Eliot, nicht nur von Männern, sondern auch von Frauen bewundert.
  - Dina (im englischen Original Dinah) Morris, eine weitere verwaiste Nichte der Poysers, ist ebenfalls eine Schönheit.  „Ihr Gesicht erinnert an eine weiße Blüte mit hellen Farbtupfern.“ Sie ist Methodistin und zieht als Wanderpredigerin herum. Sie kleidet sich sehr schlicht.
- Die Familie Irwine:
  - Adolphus Irwine ist der  Rektor  von  Broxton. Er ist geduldig und tolerant, sein Gesichtsausdruck ist „eine Mischung aus Freundlichkeit und Vornehmheit“. Er wohnt zusammen mit seiner Mutter und seinen Schwestern.
  - Mrs. Irwine, seine Mutter, „...gehört eindeutig zu den Königskindern, die nie an ihrem göttlichen Recht gezweifelt haben und nie jemanden getroffen haben, der gewagt hat, es in Frage zu stellen.“
  - Pastor Irwines jüngste Schwester, Miss Anne, ist bettlägerig krank. Seine Rücksichtnahme auf sie wird durch eine Stelle im Roman illustriert, als er seine Stiefel auszieht, bevor er die Treppe hinaufgeht, um sie zu besuchen, damit sie nicht vom Lärm der Schritte gestört wird. Anne und ihre Schwester Kate sind unverheiratet.
- die Familie Donnithorne:
  - Squire Donnithorne ist der Großgrundbesitzer der Gegend.
  - Arthur, sein Enkel, wartet darauf, das Anwesen erben zu können; er ist zu Beginn des Romans zwanzig Jahre alt und damit noch nicht volljährig. Er ist attraktiv, charmant und sportlich.
  - Miss Lydia Donnithorne, die Tochter des Squire, ist unverheiratet.
- Andere Romanfiguren
  - Bartle Massey, der Dorfschullehrer, ist ein misogyner Junggeselle. Er  war auch  Adam Bedes Lehrer.
  - Mr. Craig ist der Gärtner auf dem Anwesen der Donnithornes.
  - Jonathan Burge ist ein Schreiner und der Arbeitgeber von Adam. Einige gehen davon aus, dass seine Tochter Mary und Adam ein Paar werden.
  - Zu den Dörflern der Umgebung gehören Ben Cranage, Chad Cranage, dessen Tochter Chads Bess, sowie Joshua Rann.

## Adaptationen
Theater

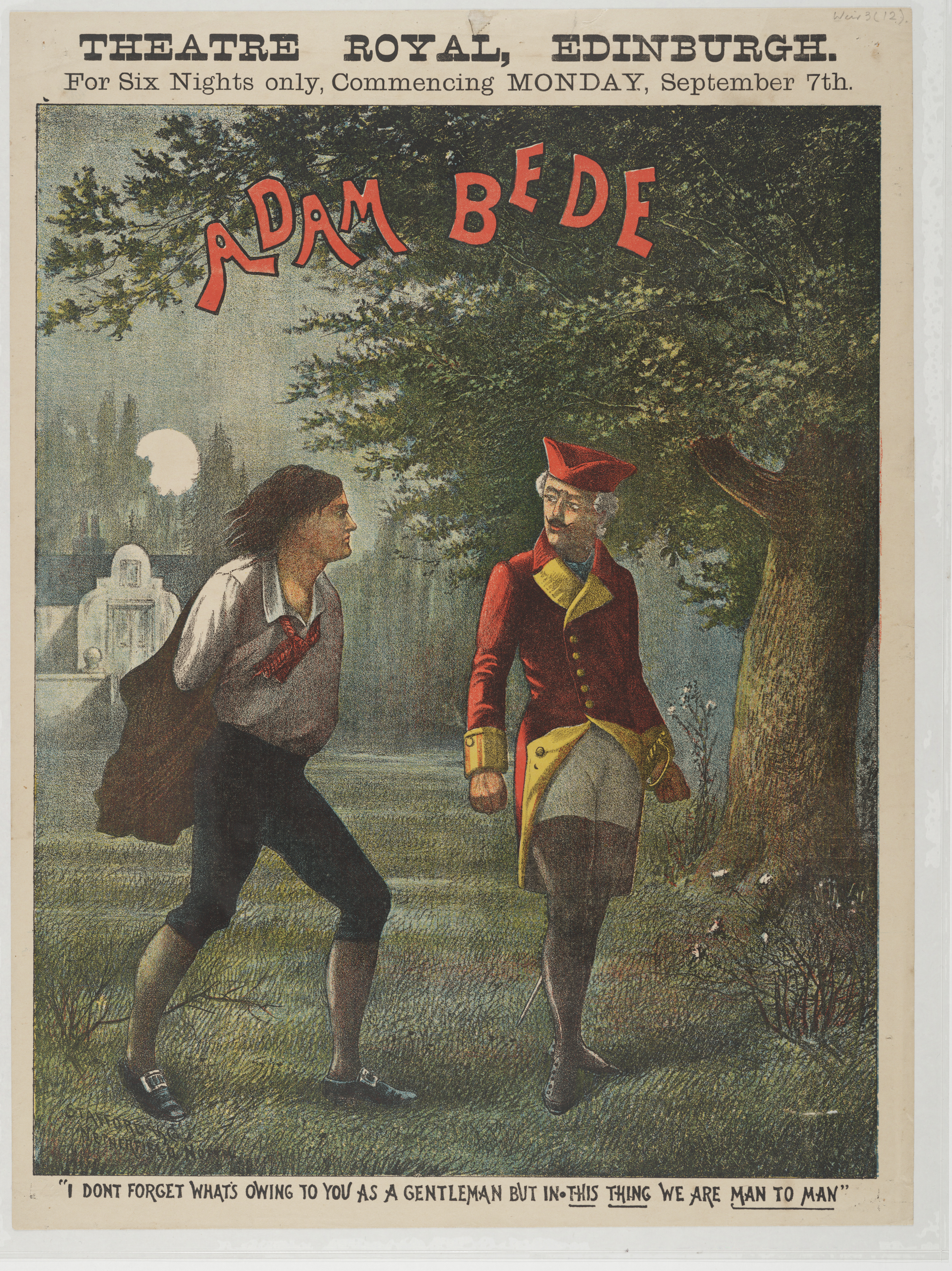
Plakat für eine Aufführung im Theatre Royal in Edinburgh

Im September 1885 fand eine Aufführung eines Theaterstücks mit einer dramaturgischen Adaptation im Theatre Royal in Edinburgh statt.
Film
Im Jahr 1918 wurde ein Stummfilm mit dem Titel Adam Bede gedreht. Der Regisseur war Maurice Elvey, die Hauptrollen spielten Bransby Williams und Ivy Close.
1991 produzierte die BBC einen Fernsehfilm mit dem Titel Adam Bede. Es spielten Iain Glen, Patsy Kensit, Susannah Harker, James Wilby und Julia McKenzie. Der Film wurde 1992 im Rahmen der Anthologie Masterpiece Theatre ausgestrahlt.
Hörspiel
2001 sendete BBC Radio 4 eine Hörspielfassung. Es sprachen Katherine Igoe als Hetty, Vicki Liddelle als Dina sowie Thomas Arnold und Crawford Logan als Mr. Irwine. Dieses Hörspiel wurde erneut auf BBC Radio 7 und BBC Radio 4 Extra in einer Version mit fünfzehn Folgen von je 15 Minuten Dauer ausgestrahlt.

## Ausgaben des Romans
- Adam Bede. John Blackwood, London 1859. (Erstausgabe)
- Adam Bede, The mill on the Floss, Middlemarch.  herausgegeben von Lucie Armitt, Columbia University Press, New York 2000, ISBN 0-231-12423-6.

### Ausgaben in deutscher Sprache
- Adam Bede. Roman. Übersetzt von Ana Maria Brock. Mit einem Nachwort von Klaus Udo Szudra, Aufbau-Verlag, Berlin und Weimar 1971.
- Adam Bede. Mit Illustrationen berühmter anglo-amerikanischer Künstler., übersetzt von Julius Frese, Verlag Klaus Boer, Berlin 2021.